# المركز الفني للنسيج
المركز الفني للنسيج (بالفرنسية: Centre technique du textile أو اختصارا CETTEX)‏ هو مؤسسة عمومية مركز فني تونسي يعمل تحت إشراف وزارة الصناعة.

أنشأ المركز في 1991، ليقدم الاستشارة والخبرة لمؤسسات القطاع والمؤسسات العمومية، وكذلك المساعدة التقنية والخبرة والبحث والتطوير والتحاليل المخبرية والاختبارات والتدريب والمعلومات. كما يقوم بمساعدة ومرافقة الشركات في تنمية قدراتها الفنية والإدارية والتنظيمية. كما يقدم الدعم المستمر للمؤسسات في سعيها لتحقيق النمو والتجديد.

يتمتع المركز الفني للنسيج بشبكة واسعة من الشركاء الدوليين يسمحان له بتلبية احتياجات وانتظارات الصناعيين وتلبية المتظلبات الجديدة للقطاع.

## روابط خارجية
- الموقع الرسمي.